# 日本食糧新聞
日本食糧新聞（にほんしょくりょうしんぶん）は1943年1月に創刊した食品に関する業界の専門紙。

## 概要
1943年（昭和18年）1月1日、第二次世界大戦に伴い、当時の内閣情報局が行っていた新聞統制により、食糧関係の専門紙である6紙が統廃合する形で創刊した。当初は農林省（現・農林水産省）系の外郭団体である中央食糧協力會の弘報部から発行されていたが、終戦後の1946年（昭和21年）12月からは株式会社日本食糧新聞社を設立した上で独立。以降は同社から発行されている。
日本食糧新聞社が発行し、毎週月・水・金の隔日刊で発行。ページは平均16ページ、ブランケット判の体裁をとる。購読料は2025年1月現在、半年41,692円、一年83,384円（税別）。

## 関連番組
日食サテライト『フードジャーナル21』（略称：FJ21）
日本食糧新聞社が独自の視点で食品に関する最新情報を伝える報道番組。毎月1回制作されている。同紙の関連会社「ニッショク映像」が制作し、CS放送食&健康バラエティ★フーディーズTVを通じて放映されているほか、この番組の公式サイトでも動画配信が実施されている。当初25分番組だったが、2008年1月号からは14分に短縮され、2008年3月号をもって終了。同年4月からは『フードジャーナル』としてリニューアルされ、インターネットのストリーミング放送のみに縮小された。